# Fritz Manteuffel
Julius Carl Fritz Manteuffel (11. ledna 1875, Berlín – 21. dubna 1941) byl německý sportovní gymnasta a účastník Letních olympijských her 1896 v Athénách, kde získal dvě zlaté olympijské medaile - v hromadných cvičeních na hrazdě a bradlech. Účastnil se i olympijských her 1900 v Paříži.
Manteuffel cvičil v berlínském oddíle Berliner Turnrat. O jeho životě je známo velmi málo. Po návratu z Athén byla většina členů německého gymnastického družstva vyloučena z nacionalistické Německé asociace gymnastiky, protože se účastnila Her ve jménu „internacionálního přátelství národů“.

## Manteuffel na olympijských hrách
Manteuffel se na olympiádě 1896 se účastnil čtyř disciplín v soutěžích jednotlivců na nářadích – v přeskoku, koni na šíř, na hrazdě i bradlech, ale v žádné z nich se neumístil na medailových pozicích a jeho přesná umístění neznáme. Ke hromadnému cvičení na bradlech se proti německému družstvu postavila dvě družstva Řeků z Athén. Družstva musela zacvičit tříminutovou sestavu, přičemž rozhodčí hodnotili celkové provedení, náročnost cviků a jejich sladění do celku. Němci bezkonkurenčně získali zlaté medaile. Obdobné cvičení na hrazdě Řekové neobsadili vůbec a Němci získali olympijský titul prakticky zadarmo.
Na olympijských hrách 1900 v Paříži byla dvoudenní gymnastická soutěž složena ze šestnácti disciplín, z nichž 11 byla klasická cvičení (bradla, hrazda, kůň na šíř, kruhy, prostná – po dvou cvičeních – a přeskok) a kromě toho disciplíny atletické – skok vysoký, daleký, tyčka – vzpírání a šplh na laně. Startovní listina obsahovala 135 jmen, maximální počet získaných bodů byl 320, Manteuffel skončil na 72. místě s 223 body.